# استیو پورسل
استیو پورسل (انگلیسی: Steve Purcell؛ زادهٔ ۱۹۶۱ (۶۳–۶۴ سال)) یک کارگردان اهل ایالات متحده آمریکا است.